# Rothmannia longiflora
Rothmannia longiflora là một loài thực vật có hoa trong họ Thiến thảo. Loài này được Salisb. miêu tả khoa học đầu tiên năm 1807.

## Hình ảnh

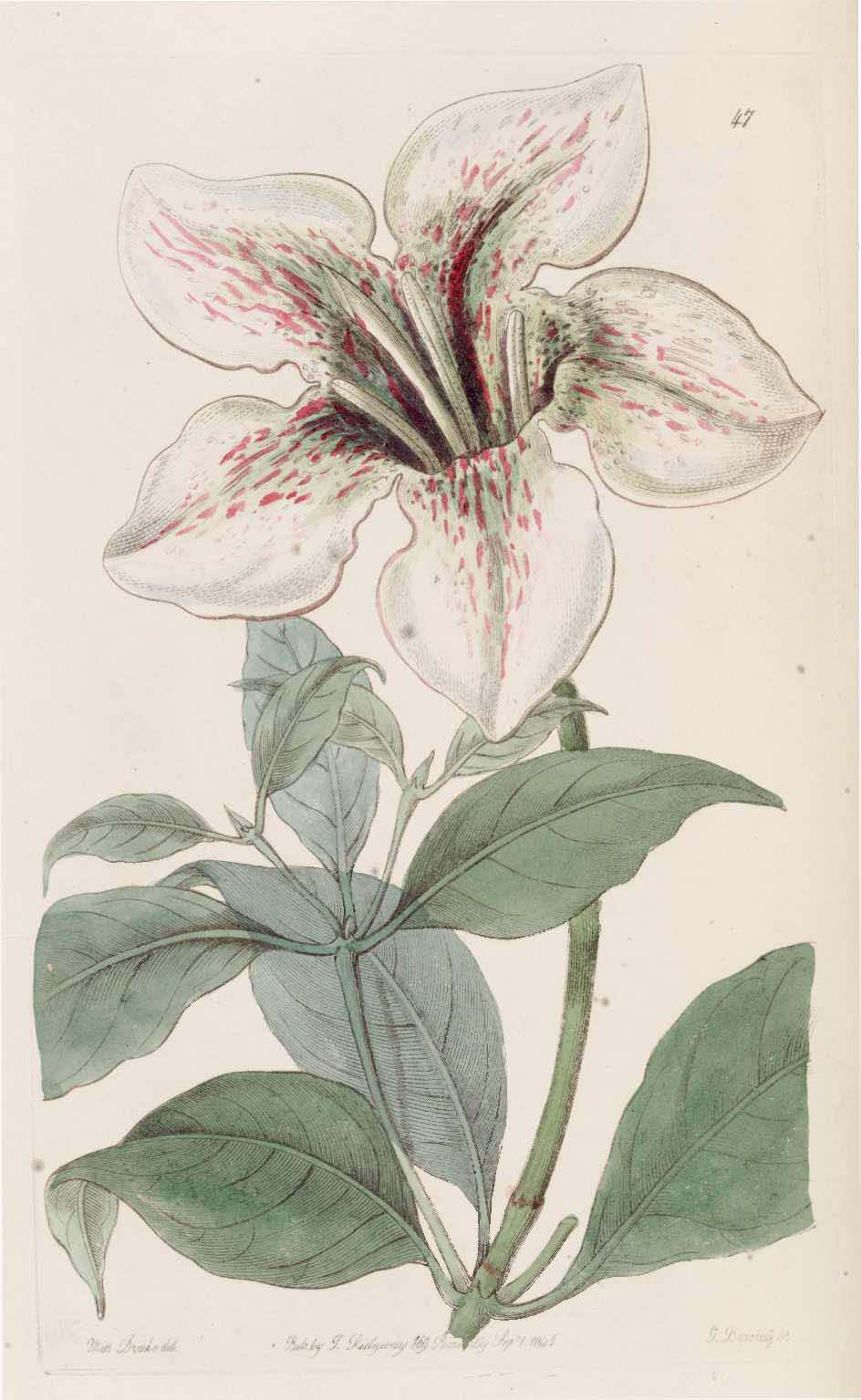